# Audi Sport quattro concept
Der Audi Sport quattro concept ist ein Konzeptfahrzeug des deutschen Automobilherstellers Audi, das auf der Internationalen Automobil-Ausstellung 2013 in Frankfurt am Main erstmals vorgestellt wurde. Das Fahrzeug sollte nach Herstellerangaben 2016 in einer Kleinserie von 250 bis 500 Exemplaren produziert werden. Die Umsetzung dieser Ankündigung wurde jedoch zunächst verschoben und dann im Frühjahr 2017 komplett abgesagt.
Auf der Consumer Electronics Show 2014 in Las Vegas präsentierte Audi neue Laser-basierte Scheinwerfer. Das mit Laserdioden erzeugte Fernlicht strahlt fast 500 Meter weit und ist dreimal so lichtstark wie LED-Fernlicht. Verbaut waren die Scheinwerfer in einem ansonsten zur IAA-Studie identischen Audi Sport quattro concept.

## Motorisierung
Der 700 PS starke Hybridmotor setzt sich aus einem V8-Biturbo und einem rund 150 PS starken Elektromotor zusammen. Bei Antrieb durch beide Motoren gleichzeitig soll das Fahrzeug in bis zu 3,7 Sekunden aus dem Stand auf eine Geschwindigkeit von 100 km/h beschleunigen können. Die Maximalgeschwindigkeit wird vom Hersteller mit 305 km/h angegeben.